# Ópera de Saigon
O Teatro Municipal da cidade de Ho Chi Mihn, também conhecido como Ópera de Saigon (Vietnamita: Nhà hát lớn Thành phố Hồ Chí Minh; Francês: Opėra de Saigon) é uma casa de ópera na cidade de Ho Chi Minh, no Vietname. É um exemplar da arquitetura colonial francesa no Vietname.
Construído em 1897 pelo arquiteto francês Eugène Ferret (como "Opèra de Saigon"), o edifício com capacidade para 800 lugares foi usado como sede da assembleia "Lower House" do Vietname do Sul após 1956. Apenas após 1975 o edifício foi novamente usado como teatro, tendo sido restaurado em 1995.

## Arquitetura
O Teatro Municipal de Ho Ci Mihn é uma réplica pequena da Casa de Ópera de Hanoi (que foi construída entre 1901 e 1911), tendo uma forma idêntica à da Ópera Garnier em Paris, com 800 lugares, construído para entreter os colonos franceses. O edifício deve as suas características particulares ao trabalho do arquiteto Félix Olivier; a sua construção esteve sob a supervisão dos arquitetos Ernest Guichard e Eugène Ferret, em 1900.
O seu estilo arquitetónico é influenciado pelo gótico flamejante da Terceira República Francesa, com uma fachada com semelhanças à do Petit Palais, construído no mesmo ano em França. A plateia da sala tinha uma camada principal de lugares e ainda, por cima, duas camadas adicionais de lugares, tendo a sua lotação sido, outrora, 1800 pessoas. O design de todos as inscrições, decorações e mobílias foram enviados de França, desenhados por um francês.
Em concordância com o estilo empregado, a fachada do teatro foi decorada com inscrições em relevo e baixo-relevo (à semelhança do edifício da Câmara Municipal de Ho Chi Mihn) mas foi criticado por ser exageradamente ornamentado. Em 1943, parte desta decoração foi removida mas uma porção foi restaurada pelo governo da cidade em celebração do 300º aniversário de Saigon, em 1998. Atualmente, o edifício tem capacidade para 500 lugares.

## História
Após a invasão da Cochinchina, em 1863, os colonos franceses convidaram uma companhia de teatro a Saigon para atuar para a legião francesa na casa de campo do almirante francês no Clock Square (Place d'Horloge). Pouco tempo depois, foi construído um teatro temporário no sítio do que é agora o Hotel Caravelle. Em 1898, iniciou-se a construção de um novo teatro no local do antigo, tendo sido concluído a 1 de Janeiro de 1900.
Entre a Primeira Guerra Mundial e a Segunda Guerra Mundial, todos os custo de mobilização e desmobilização (assim como outras despesas) das companhias de teatro de França para Saigon ficaram a cargo do governo municipal. Apesar de o teatro ter sido criado com vista o público da crescente classe-média, o público foi diminuindo com o crescimento da economia dos clubes noturnos e pistas de dança na cidade. Durante este período, apenas ocasionalmente foram apresentadas performances, algumas das quais concertos e, outras, programas de cai luong.
Em consequência de críticas à fachada do teatro e aos elevados custos de organização das produções, o governo municipal pretendeu transformar o teatro numa sala de concerto, mas esta intenção nunca foi empreendida de facto, tendo, somente, sido retirados da fachada, em 1943, as gravuras e estátuas, numa tentativa de fazer o edifício parecer mais jovem. No ano seguinte, em 1944, o teatro parou de funcionar na sequência de danos provocados pelos ataques dos Aliados contra o Exército Imperial Japonês. Com a rendição do Japão aos Aliados, França regressou à Cochinchina. Em 1954, o exército francês rendeu-se ao Việt Minh durante a Batalha de Dien Bien Phu, que levou à formulação das Convenções de Genebra, no mesmo ano. O teatro foi, então, usado como abrigo temporário para cidadãos franceses que chegavam do Vietname do Norte. Após a Queda de Saigon, em 1975, o edifício foi restaurado para o seu propósito original, como teatro. Em 1998, na ocasião da comemoração do 300º aniversário da fundação de Saigon, o governo municipal fez restaurar a fachada do teatro.